# فضيحة تهريب هوبي لوبي

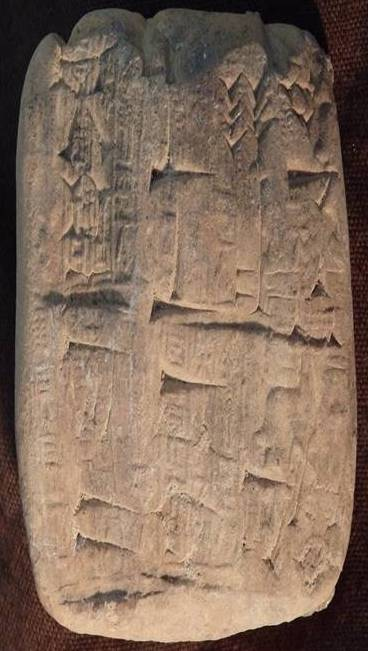
أحد الألواح الطينية القديمة التي تحمل الكتابة المسمارية والتي اشترتها شركة هوبي لوبي

بدأت فضيحة تهريب هوبي لوبي في عام 2009 عندما تلقى ممثلو سلسلة متاجر هوبي لوبي للحِرف اليدوية عددًا كبيرًا من الأختام والألواح الطينية التي يعود أصلها إلى الشرق الأدنى القديم. كانت القطع الأثرية مخصصة لمتحف الكتاب المقدس، بتمويل من عائلة غرين المسيحية الإنجيلية، التي تمتلك السلسلة التي يقع مقرها في أوكلاهوما. وكان الموظفون الداخليون قد حذروا رؤساءهم من أن هذه العناصر ذات أصول مشكوك فيها ومن المحتمل أن تكون مسروقة من العراق.
تم مصادرة عدة شحنات من القطع الأثرية من قبل وكلاء الجمارك الأمريكية في عام 2011، مما أثار صراعًا بين شركة هوبي لوبي والحكومة الفيدرالية والذي بلغ ذروته في قضية مصادرة مدنية عام 2017 ضد الولايات المتحدة الأمريكية. ما يقرب من أربعمائة وخمسين لوحًا مسماريًا قديمًا وحوالي ثلاثة آلاف ختم طيني قديم. ونتيجة لهذه القضية، وافقت شركة هوبي لوبي على إعادة القطع الأثرية وتعويضها بمبلغ 3 ملايين دولار. أعادت إدارة الهجرة والجمارك الأمريكية 3800 قطعة تم ضبطها من شركة هوبي لوبي إلى العراق في مايو 2018. في مارس 2020، وافق رئيس شركة هوبي لوبي ستيف جرين على إعادة 11500 قطعة إلى مصر والعراق.

## الشراء وأصل القطع

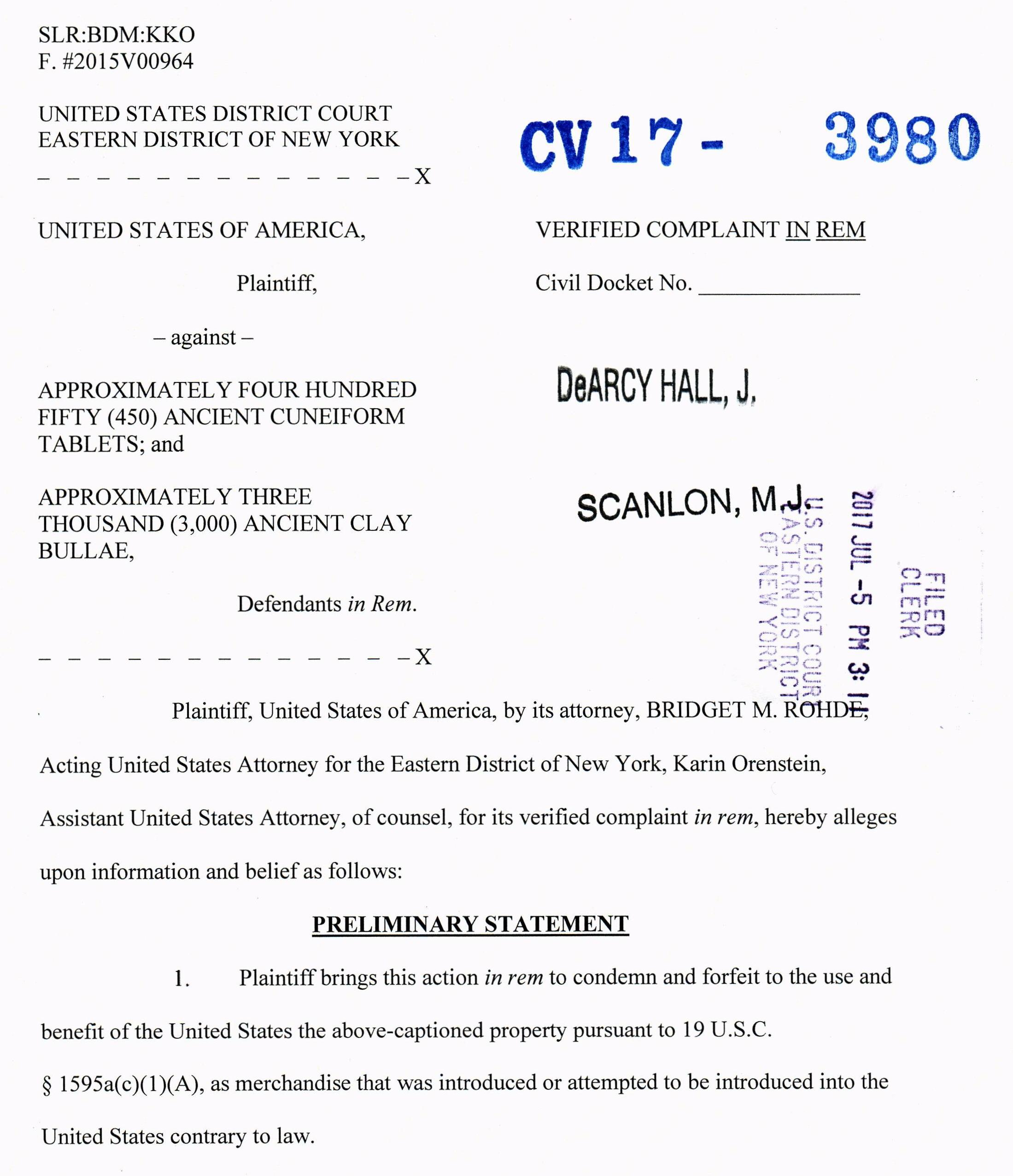
الولايات المتحدة ضد ما يقرب من 450 لوحًا مسماريًا قديمًا هي دعوى قضائية تعود إلى يوليو 2017.

في ديسمبر 2010، اشترت شركة هوبي لوبي قطعاً أثرية عراقية بقيمة 1.6 مليون دولار من تجار في الإمارات العربية المتحدة. كانت القطع الأثرية عبارة عن ألواح مسمارية، وقطع طينية، وأختام أسطوانية، ومن المرجح أن بعضها يعود إلى مدينة إيريساغريك القديمة على نهر دجلة. تفتقر العديد من القطع الأثرية إلى أي دليل يدعم تاريخها أو ملكيتها، مما يثير احتمالية أن تكون القطع الأثرية قد تعرضت للنهب أو البيع في السوق السوداء. وقد قامت الحكومة الأمريكية بالتحقيق مع الشركة بسبب هذه الأفعال.
ويقول علماء الآثار إن بعض العناصر ربما جاءت من المتحف الوطني العراقي، الذي تعرض للنهب بعد الغزو الأمريكي للعراق في عام 2003. قامت شركة هوبي لوبي بعمليات شراء واسعة النطاق باستخدام قطع قليلة من الوثائق الغامضة والأوصاف الهزيلة، و"تكليف علماء عديمي الخبرة بتحليل النصوص القديمة" وفقًا للباحثين كانديدا موس وجويل بادن في كتاب أمة الكتاب المقدس. في عام 2017، لخص كبير أمناء متحف الكتاب المقدس الوضع قائلًا: "لا نستطيع أحيانًا حتى تحديد أي عنصر معين ينتمي إلى أي عملية اقتناء، لأنه لم يتم توثيقه إما في نقطة الاستحواذ أو في نقطة التسليم. ... لذلك ليس لدينا طريقة لمعرفة من أين جاءت هذه العناصر".
خلال العقد الأول من القرن الحادي والعشرين، تم تحذير سوق الآثار بالكامل — وخاصة موظفي هوبي لوبي — علنًا وعلى نطاق واسع من انتشار المنتجات المزيفة، والتي تم تصنيعها جميعًا بنفس العيوب الرخيصة الواضحة للمحللين الخبراء. وعلاوة على ذلك، فقد انتقد المجتمع العلمي مهمة المتحف بأكملها، بما في ذلك هذا التصريح من جودي ماجنيس، رئيس المعهد الأثري الأمريكي: "[إذا] تم استخدام علم الآثار كوسيلة لإثبات تاريخية ودقة النص الكتابي، فهذا أمر إشكالي للغاية". لقد حذرتْ بشكل عام من أن "العديد من الآثار [غير الموثوقة] تأتي بالتأكيد من الحفريات غير القانونية أو نهب المواقع الأثرية".

## الاستيراد والمصادرة والتقاضي
عندما تم شحن الألواح المسمارية إلى الولايات المتحدة، تم تقديمها بشكل خاطئ في الإقرارات على أنها عينات من السيراميك والبلاط الطيني، واحتوت على تسميات منشأ خاطئة تفيد بأن الأشياء كانت من تركيا وإسرائيل. قامت إدارة الهجرة والجمارك الأمريكية بمصادرة الشحنات.
في أوائل يوليو 2017، رفع المدّعون الفيدراليون الأمريكيون شكوى مدنية في المنطقة الشرقية من نيويورك تحت اسم القضية الولايات المتحدة الأمريكية ضد ما يقرب من أربعمائة وخمسين لوحًا مسماريًا قديمًا وما يقرب من ثلاثة آلاف ختم طيني قديم.وكتبت وزارة العدل أن:
في 5 يوليو 2017، وافقت شركة هوبي لوبي على تسوية تقتضي مصادرة القطع الأثرية ودفع غرامة قدرها 3 ملايين دولار وإعادة أكثر من 5500 قطعة أثرية.
في الساعات الأولى من صباح يوم 30 يوليو 2017، داهمت السلطات الإسرائيلية عدة مساكن خاصة ومتاجر في القدس تابعة لخمسة تجار آثار من أصل فلسطيني، وصادرت عدة قطع أثرية تاريخية، بما في ذلك قطعة من ورق البردي من كتاب الموتى المصري ولوحة جدارية من بومبي، وأكثر من 200٬000 دولار أمريكي نقدًا. وكانت هيئة الآثار الإسرائيلية قد تلقت اتصالا في عام 2016 من وزارة الأمن الداخلي الأميركية، التي زودت السلطات الإسرائيلية بأدلة على تحويلات مالية بين جرين وتجار الآثار المرخصين في إسرائيل. وفي المجمل، تم القبض على خمسة أفراد بتهمة التهرب الضريبي. تذكر كانديدا موس وجويل بادن في كتابهما "أمة الكتاب المقدس: الولايات المتحدة للهوبي للوبي" أن الأنشطة الخيرية لعائلة جرين — بما في ذلك التبرع بالآثار لمتحفها الخاص — كانت تتبع دائمًا نسبة محددة تبلغ 3:1 من القيمة التقديرية إلى سعر الشراء.:24 يقال إن هذا بهدف تحقيق هامش ربح كبير عن طريق الإعفاء الضريبي، حيث "تدفع الحكومة فعليًا لعائلة جرين لتجميع مجموعة من الآثار المشكوك فيها".

## استرجاع
يذكر كتاب ألواح من أرشيف إيريساغريك لعام 2019 الفضيحة في تحليله لأكثر من ألف لوح مسماري، ربما سُرقت من إيريساغريك، وهي مدينة مفقودة عمرها 4000 عام في العراق. وتمت دراسة الألواح، التي اشترتها شركة هوبي لوبي، على مدى أربع سنوات أثناء وجودها في مخازن الشركة في أوكلاهوما. "يُظهر الاكتشاف الجديد أن شركة هوبي لوبي - التي ساعد مالكها المشارك ستيف جرين في تأسيس متحف الكتاب المقدس في نوفمبر 2017 في واشنطن العاصمة - كانت تمتلك ألواحًا مسمارية أكثر بكثير تم الحصول عليها (ربما بشكل غير قانوني) من هذه المدينة ومواقع أخرى في العراق، مما كان يُعتقد سابقًا." يبدو أن ما يصل إلى 1400 قطعة أثرية من المقرر إعادتها إلى العراق مفقودة من مجموعة هوبي لوبي.

## الخلاف حول إدارة المقتنيات

### العناصر المقلدة
في أكتوبر 2018، كشف متحف الكتاب المقدس أن خمسًا من أصل ستة عشر قطعة من مخطوطات البحر الميت مزيفة. في مارس 2020، كشف محققو الاحتيال الفني المستقلون الذين استأجرهم المتحف أن جميع القطع الستة عشر مزيفة، ومصنوعة من جلد قديم وحبر حديث.
قام المتحف بإزالة عرض قطعة أثرية أخرى متنازع عليها، وهي نسخة مصغرة من الكتاب المقدس يزعم أن رائد فضاء تابع لوكالة ناسا حملها إلى القمر.

### العناصر المسروقة

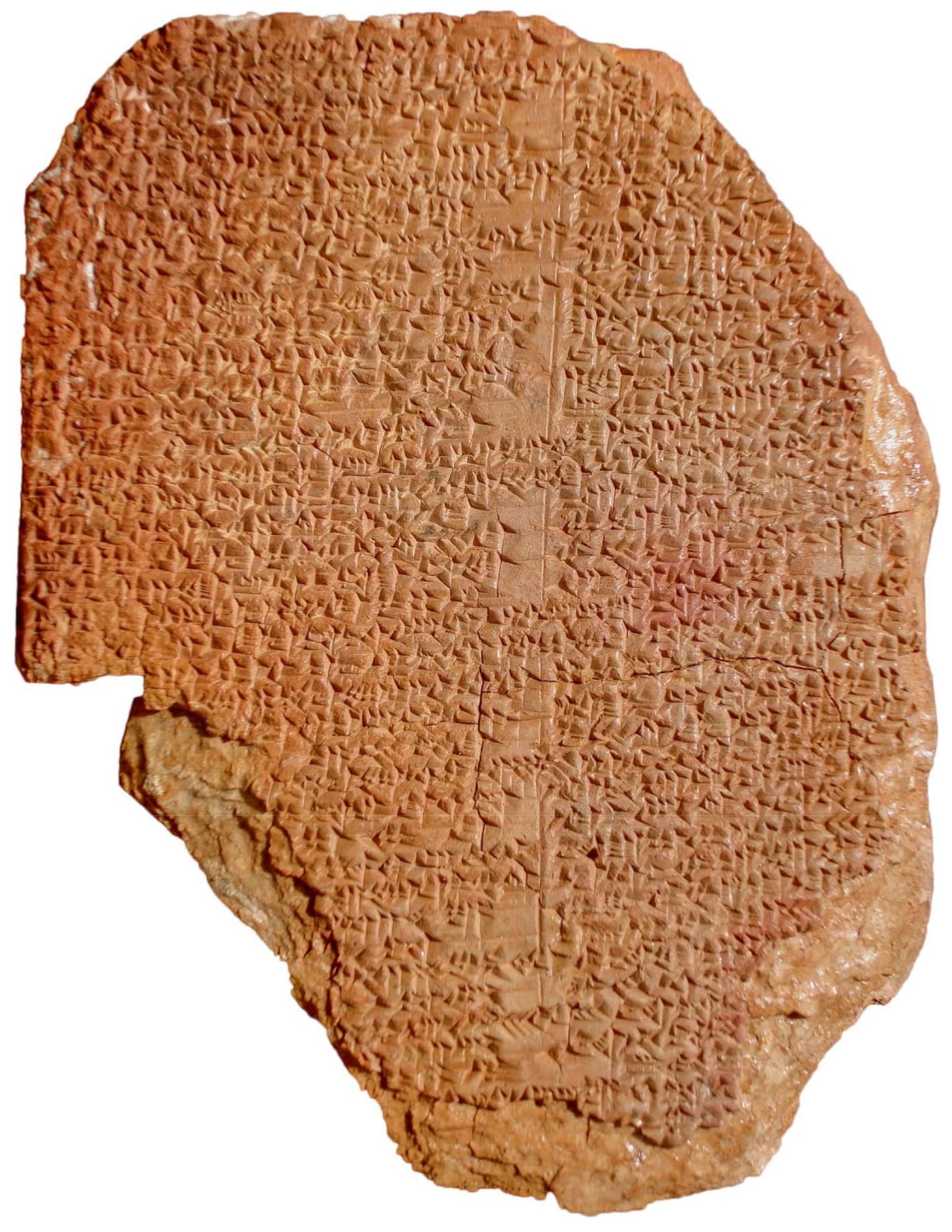
لوح حلم جلجامش

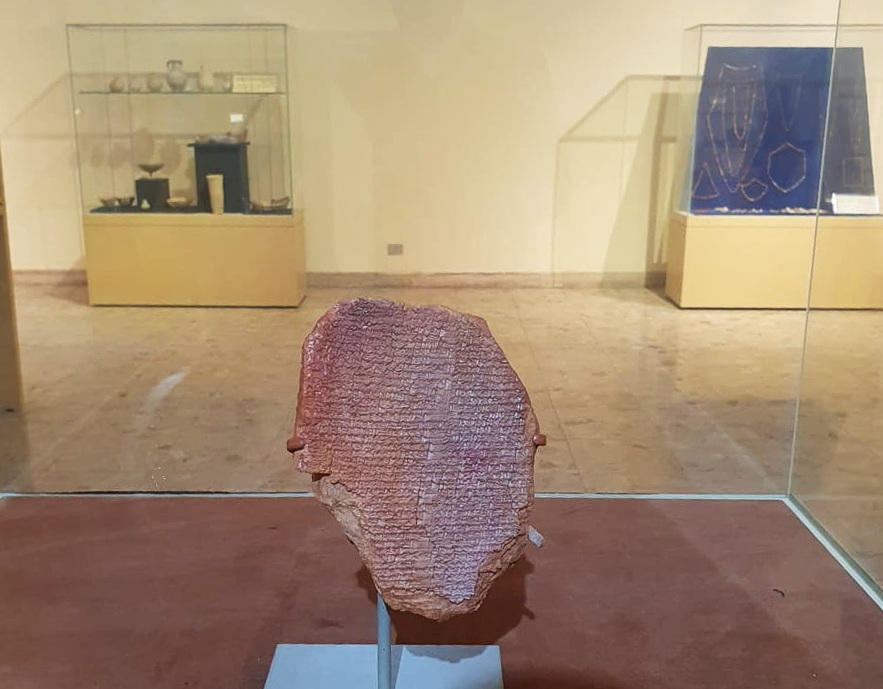
لوح حلم جلجامش هو من العراق في العصر البابلي الأوسط، سلالة البحر الأولى، 1732-1460 قبل الميلاد. وهو معروض الآن في متحف العراق ببغداد بعد استعادته من متحف هوبي لوبي للكتاب المقدس في واشنطن العاصمة.

في أكتوبر 2019، زعم مسؤولون من جمعية استكشاف مصر البريطانية، وهي منظمة غير ربحية تدير مشروع البرديات، أن الأكاديمي ديرك أوبينك من جامعة أكسفورد متورط في سرقة وبيع "ما لا يقل عن 11 قطعة قديمة من الكتاب المقدس لعائلة جرين، مالكي شركة هوبي لوبي التي تدير متحفًا للكتاب المقدس ومنظمة خيرية في واشنطن". وقال المتحف إنه سيعيد القطع إلى جمعية استكشاف مصر وجامعة أكسفورد .
في مارس 2020، ذكرت ناشيونال جيوغرافيك أن المتحف "يعيد تقييم مصدر جميع المواد الموجودة في مجموعته" بهدف إعادة الأشياء المسروقة. أعلن ستيف جرين، رئيس مجلس إدارة المتحف ورئيس شركة هوبي لوبي، أن المتحف سيعيد 11500 قطعة أثرية إلى مصر والعراق، بما في ذلك آلاف من قصاصات البردي وقطع الطين القديمة. اعترف جرين قائلاً: "لم أكن أعرف سوى القليل عن عالم جمع الآثار [...] وكان الانتقاد الذي وجه للمتحف نتيجة لأخطائي مبررًا". وذكرت عالمة البرديات بجامعة مانشستر روبرتا مازا أن عائلة جرين "أنفقت الملايين على سوق الآثار القانونية وغير القانونية دون أن يكون لديها أدنى فكرة عن تاريخ هذه القطع، وخصائصها المادية، وقيمتها الثقافية، وهشاشتها، ومشاكلها".
تتضمن هذه الإرجاعة لوح حلم جلجامش، الذي يحتوي على جزء من ملحمة جلجامش، الذي تم اكتشافه في العراق عام 1853، والذي باعته جمعية الآثار الأردنية إلى تاجر آثار في عام 2003، وباعته مرة أخرى دار كريستيز للمزادات إلى هوبي لوبي في عام 2014 مقابل 1.6 مليون دولار. وكذبت دار المزادات بشأن كيفية دخول القطعة الأثرية إلى السوق، مدعية أنها كانت موجودة في السوق في الولايات المتحدة منذ عقود. في سبتمبر 2019، صادرت السلطات الفيدرالية اللوح، وفي مايو 2020، تم رفع دعوى مدنية لمصادرته.
في يناير 2021، تم نقل 8000 قطعة طينية إلى متحف العراق، وأعلن ستيف جرين، "لقد نقلنا السيطرة على منشأة تخزين الفنون الجميلة التي تضم 5000 قطعة مصرية إلى حكومة الولايات المتحدة كجزء من عملية إدارية تطوعية. نحن ندرك أن حكومة الولايات المتحدة سلمت الآن البرديات إلى المسؤولين المصريين".
في يوليو 2021، أعلنت وزارة العدل الأمريكية أنها صادرت لوح جلجامش من شركة هوبي لوبي لإعادته إلى العراق. صرّحت القائمة بأعمال المدعي العام الأمريكي جاكلين إم. كاسوليس للمنطقة الشرقية من نيويورك، "إن هذا المكتب ملتزم بمكافحة بيع الممتلكات الثقافية في السوق السوداء وتهريب القطع الأثرية المنهوبة". فشلت شركة هوبي لوبي في اتباع نصيحة الخبراء بشأن جمع الآثار مما أدى إلى مصادرة العديد من القطع الأثرية وفرض غرامات عليها.
في أغسطس 2021، استعاد العراق 17 ألف قطعة أثرية منهوبة كانت في السابق محفوظة في متحف الكتاب المقدس.

## روابط خارجية
- متحف الكتاب المقدس يستبدل الرئيس التنفيذي بعد عام واحد، واشنطن بوست
- هوبي لوبي تدفع غرامة قدرها 3 ملايين دولار وتصادر قطعًا أثرية قديمة، سي إن إن
- القطع الأثرية العراقية التي اشترتها شركة هوبي لوبي ستعود إلى الوطن، نيويورك تايمز